# 亨利·贝利
亨利·贝利（英語：Henry Bailey，1893年4月24日—1972年11月1日），美国前男子射击运动员。他曾代表美国参加1924年夏季奥林匹克运动会射击比赛，获得男子25米手枪速射金牌。